# Indicator de avertizare
       Triunghi roșu-albastru (scos din utilizare) ()

Indicatoarele de avertizare diferă în țările lumii, după culoare și formă:
Romb galben
Triunghi roșu-alb
Triunghi roșu-galben
Triunghi negru-galben
Triunghi roșu-albastru (scos din utilizare)

În cadrul transportului rutier, un indicator de avertizare este un indicator rutier care indică existența unui pericol pe drumul public și care nu poate fi anticipat de către conducătorul auto.
În legislația română, cele mai cunoscute indicatoare rutiere de avertizare sunt:
- Curbă la stânga:
- Curbă la dreapta
- Curbă dublă sau o succesiune de mai multe curbe, prima la stânga:
- Curbă dublă sau o succesiune de mai multe curbe, prima la dreapta
- Curbă deosebit de periculoasă
- Coborâre periculoasă:
- Urcare cu inclinare mare
- Drum îngustat pe ambele părți:
- Drum îngustat pe partea dreaptă:
- Drum îngustat pe partea stângă
- Acostament periculos
- Drum aglomerat
- Tunel:
- Pod mobil:
- Ieșire spre un chei sau mal abrupt
- Drum cu denivelări:
- Denivelare pentru limitarea vitezei
- Drum lunecos:
- Împroșcare cu pietriș.